# Конституційна рада (Франція)
Конституційна рада (фр. Conseil constitutionnel) — орган конституційного контролю Франції, фактично конституційний суд Французької республіки. Створений 4 жовтня 1958 року відповідно до Конституції П'ятої республіки. Складається з 15-ти представників

## Історія
Конституційна рада була сформована 1958 року, відразу після прийняття Конституції П'ятої республіки. 
В період Четвертої республіки органом конституційного нагляду був Конституційний комітет, що складався з Президента, Голови Ради Республіки, Голови національних Зборів, 7 членів Ради Республіки і 7 членів національних Зборів. Конституційний комітет давав висновок про відповідність законів Конституції, але на відміну від Конституційної ради не мав права їх скасовувати.